# كيلي براون
كيلي براون (8 يوليو 1973 بهاميلتون في نيوزيلندا - ) (بالإنجليزية: Kelly Brown)‏ هي لاعبة كريكت نيوزلندية. شاركت مع منتخب نيوزيلندا الوطني للكريكت.

## وصلات خارجية
- كيلي براون على موقع إي آس بي آن كريك إنفو (الإنجليزية)